# Brasil Open 1987
Il Brasil Open 1987 è stato un torneo di tennis giocato sul cemento. È stata la 5ª edizione del torneo, che fa parte del WTA Tour 1988. Si è giocato a Guarujá in Brasile dal 7 al 13 dicembre 1987.

## Campionesse

### Singolare
Neige Dias ha battuto in finale  Pat Medrado con il punteggio di 6–0, 6–7, 6–4

### Doppio
Katrina Adams /  Cheryl Jones hanno battuto in finale  Jill Hetherington /  Mercedes Paz con il punteggio di 6–4, 4–6, 6–4